# Viktor Mihajlovič Ždanov
Viktor Mihajlovič Ždanov (in russo Виктор Михайлович Ждaнов?; Štepino, 13 febbraio 1914 – 14 luglio 1987) è stato un virologo sovietico che ha avuto un ruolo determinante nell'eradicazione del vaiolo a livello mondiale.

## Biografia
Ždanov nacque nel villaggio ucraino di Štepino. Dopo essersi laureato in medicina nel 1936, passò dieci anni a lavorare come medico militare e interessandosi all'epidemiologia e presentando una tesi di dottorato sull'epatite A. Nel 1946 fu messo a capo del dipartimento di epidemiologia dell'istituto Mechnikoff di epidemiologia e microbiologia a Charkiv, del quale divenne direttore due anni dopo. Per il suo lavoro di classificazione dei virus fu nominato membro a vita del comitato internazionale sulla tassonomia dei virus (International Committee on Taxonomy of Viruses).
Nel 1958, in qualità di ministro della sanità dell'Unione Sovietica, invitò l'Organizzazione mondiale della sanità a intraprendere un'iniziativa globale per debellare il vaiolo. La sua proposta fu accettata nel 1959 con la risoluzione WHA 11.54.  Ždanov lasciò il Ministero nel 1961, impegnandosi per il resto della sua carriera unicamente sulla ricerca scientifica, in particolare sullo studio dell'influenza, dell'epatite virale e, dagli anni ottanta, sull'AIDS.

## Opere
- Viktor Ždanov, Infekcionnyj gepatit, Charkiv, 1948.
- Viktor Ždanov, Opredelitel’ virusov čeloveka i životnych, Mosca, 1953.
- Viktor Ždanov, Ėvoljucija zaraznych boleznej čeloveka, Mosca, 1964.
- Viktor Ždanov, S. Ja. Gajdamovič, Virusologiia, Mosca, 1966.
- Viktor Ždanov, A. G. Bukrinskaja, Reprodukcija miksovirusov (virus ov grippa i schodnych s nimi), Mosca, 1969.